# Ocytata curvicornis
Ocytata curvicornis là một loài ruồi trong họ Tachinidae.